# Mioscorpio zeuneri
Mioscorpio
Genre
Espèce
Synonymes
- Scorpio zeuneri Hadži, 1931

Mioscorpio zeuneri, unique représentant du genre Mioscorpio, est une espèce fossile de scorpions de la famille des Scorpionidae.

## Répartition
Cette espèce a été découverte à Böttingen au Bade-Wurtemberg en Allemagne. Elle date du Miocène.

## Étymologie
Cette espèce est nommée en l'honneur de Frederick Zeuner.

## Publications originales
- (de) Hadži, « Skorpionenreste aus dem tertiären Sprudelsinter von Böttingen (Schwäbische Alb) », Palaeontologische Zeitschrift, 1931, vol. 13, p. 134-148.
- (en) Kjellesvig-Waering, « A restudy of the fossil Scorpionida of the world », Palaeontographica Americana, 1986, vol. 55, p. 1–287.